# Øvrenuten
Der Øvrenuten (norwegisch für Oberer Gipfel) ist einer von drei benachbarten Nunatakkern der Nicholas Range im ostantarktischen Kempland. Er ragt nordwestlich des Menuten auf, dem sich nach Südosten der Nedrenuten anschließt.
Die Benennung geht laut Eintrag im Composite Gazetteer of Antarctica auf russische Wissenschaftler zurück.